# 邓程
邓程（1978年10月25日—），出生于山东烟台，已经退役的中国足球运动员，场上司职中场左前卫，职业生涯始终效力于山东鲁能泰山。

## 职业生涯

### 青年队
- 1992年进入山东省体校，师从邢天恩成为足球运动员。

### 俱乐部
- 1997年进入山东省足球代表队，参加了当年的第八届全运会，获得冠军。
- 1998年进入山东鲁能泰山一队。
- 1999年受到主教练桑特拉奇的青睐，获得主力位置，帮助球队获得甲A联赛和中国足协杯的双冠王。
- 2004年开始逐渐淡出球队主力阵容。
- 2005年底邓程宣布退役。

## 退役后
- 2006年开始求学于北京体育大学，本科就读于竞技体育学院。2010年就读于北京体育大学研究生院，2013年获得硕士研究生学位。2013年7月 前往新西兰，2015年就读于新西兰奥克兰大学教育学院，攻读博士学位。2021年被新西兰奥克兰大学授予教育学博士学位。